# Донське (Жаркаїнський район)
Донське́ (каз. Донское) — село у складі Жаркаїнського району Акмолинської області Казахстану. Входить до складу Костичевського сільського округу.
Населення — 161 особа (2021; 237 у 2009, 408 у 1999, 869 у 1989).
Національний склад станом на 1989 рік:
- росіяни — 45 %.

Станом на 1989 рік село називалось селище Донський, ще раніше — Совхоз Донський.